# Ogoj
Ogoj (Russisch: Огой; van het Boerjatische Уhагγй; Oenaguj; "zonder water") of Oegoengoj (Угунгой) is het grootste eiland in de waterweg Maloje More van het Russische Baikalmeer. Het rotsachtige eiland heeft een langgerekte vorm (2,9 bij 0,6 kilometer) en ligt tussen Kaap Sjara-Sjoeloen aan de westkust van het eiland Olchon en de Koerminskibaai aan de westkust van het Baikalmeer. Het eiland is onbewoond.
Het eiland heeft een schaarse begroeiing van met name grassen en lage heesters. In het breedste deel van het centrale deel van het eiland groeien enkele solitaire lariksen. Dieren die op het eiland worden waargenomen zijn vooral grondeekhoorns, fluithazen en slangen. Ook broeden er leeuweriken en vegameeuwen (ondersoort mongolicus) op het eiland.
In 2005 werd op initiatief van het boeddhistische centrum van Moskou op het hoogste punt van het eiland de boeddhistische Stoepa van de Verlichting gebouwd, die gewijd is aan dakini Tröma Nagmo. Het eiland zou vanuit vogelvluchtperspectief namelijk op een dakini lijken. Door de bouw van deze stoepa is er een grote stroom toeristen naar het eiland op gang gekomen. In de zomer worden er excursies per boot georganiseerd en in de winter met motorvervoer over het ijs van het meer. De groei van het toerisme wordt door het Siberisch Instituut voor de Fisiologie en Biochemie van Planten beschouwd als een gevaar voor de flora en fauna van het eiland.

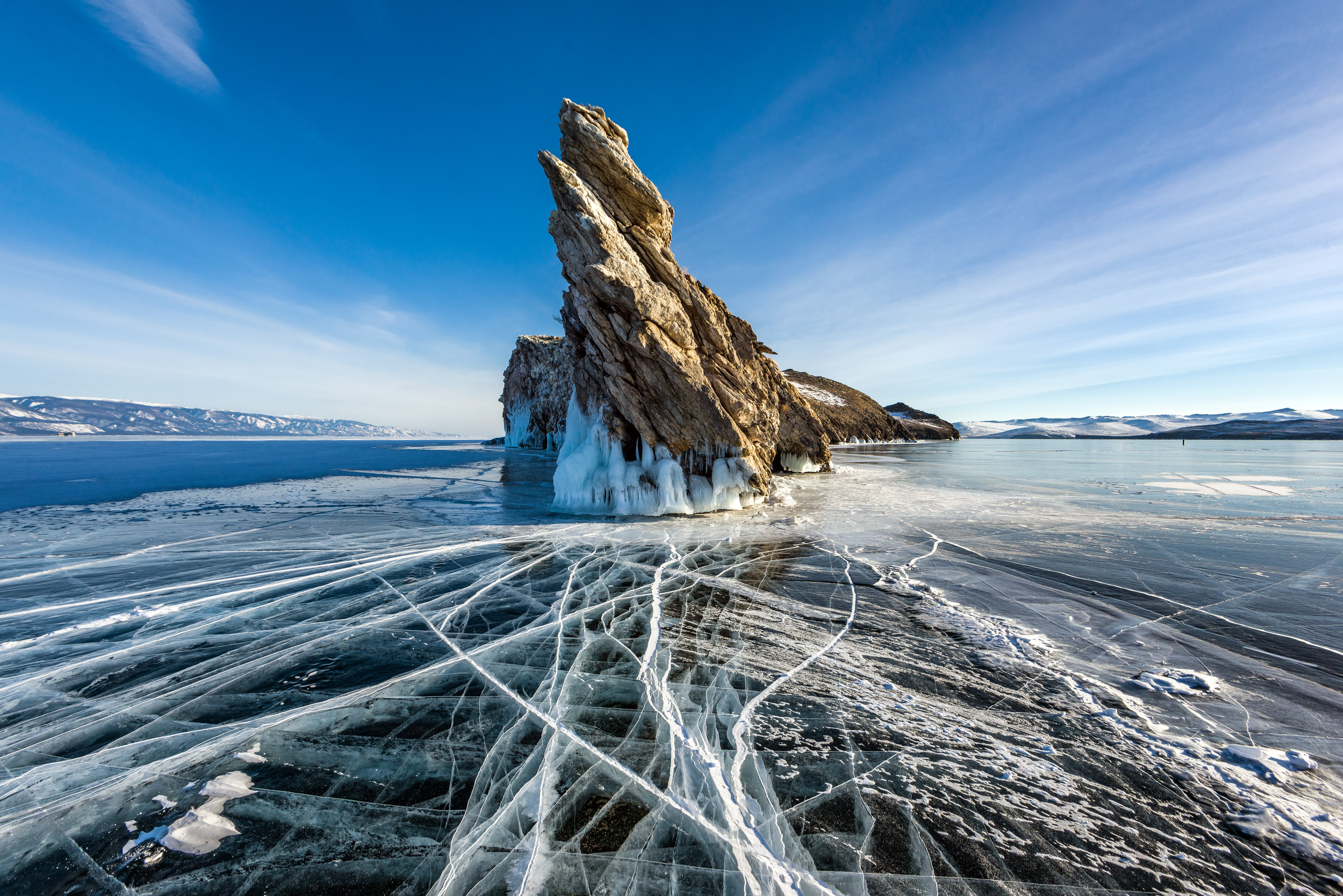
Kaap Drakon aan westzijde van het eiland in de winter
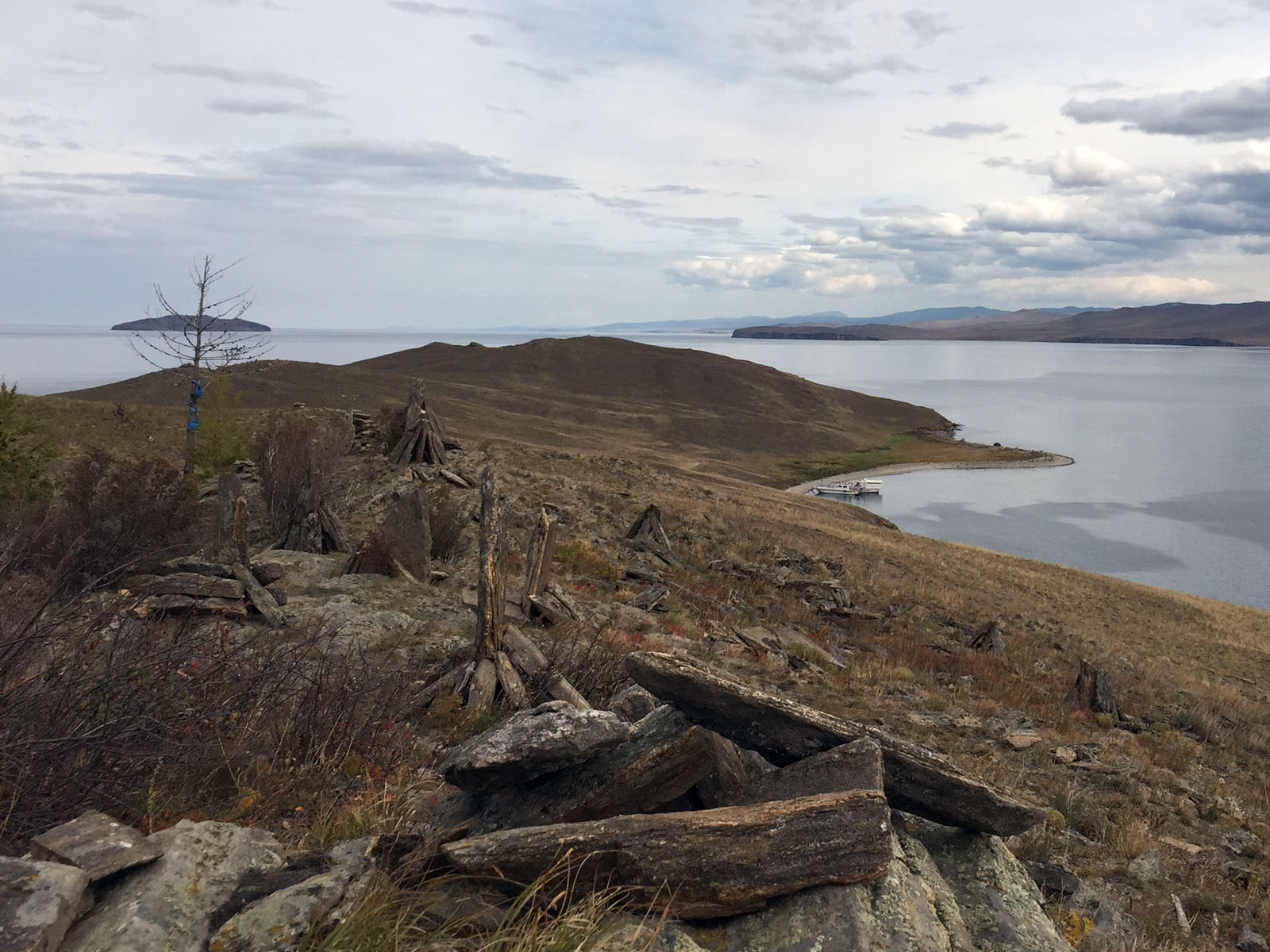
Oostpunt van het eiland met zicht op het eilandje Zamogoj aan noordoostzijde
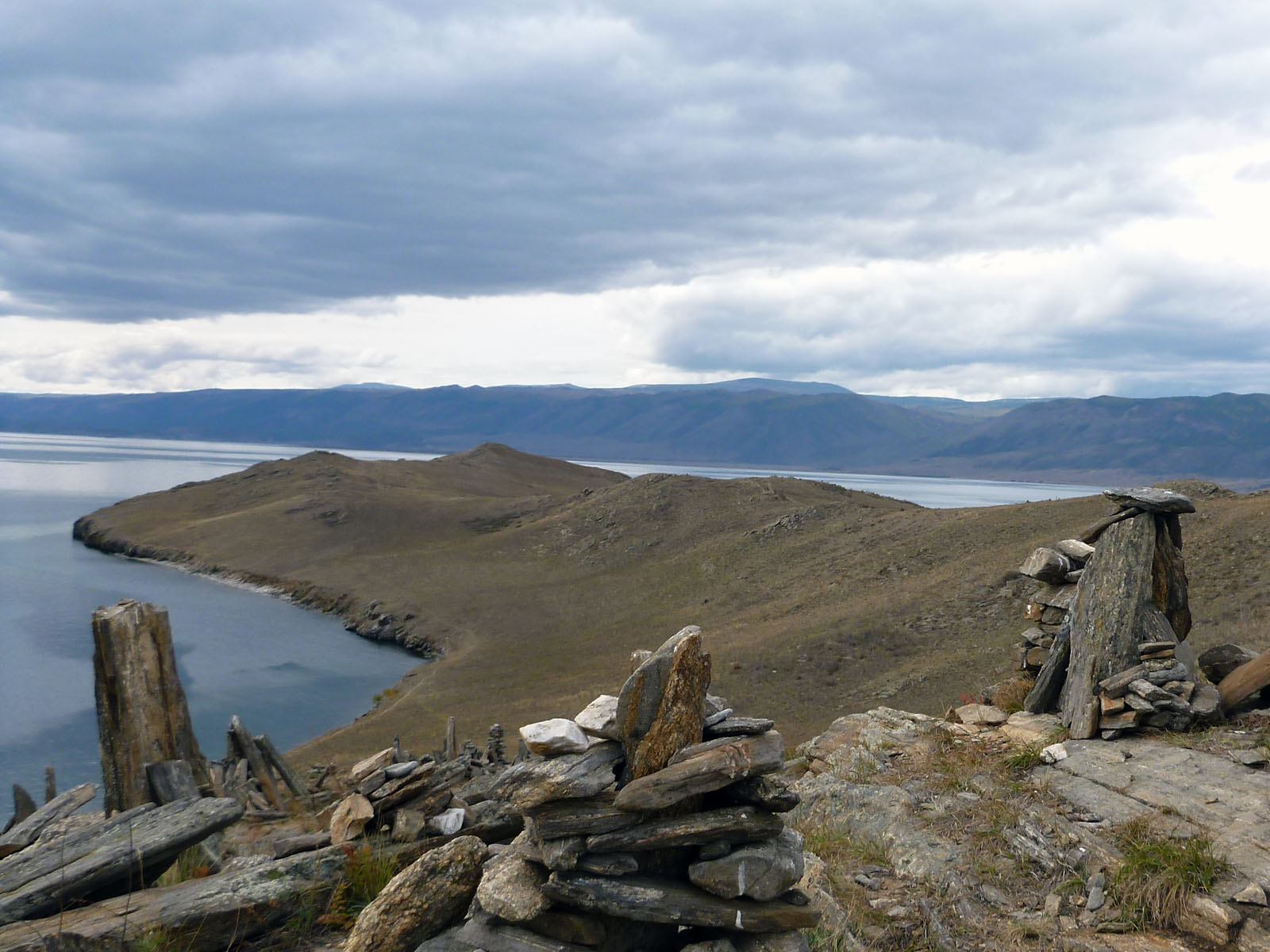
Westpunt van het eiland
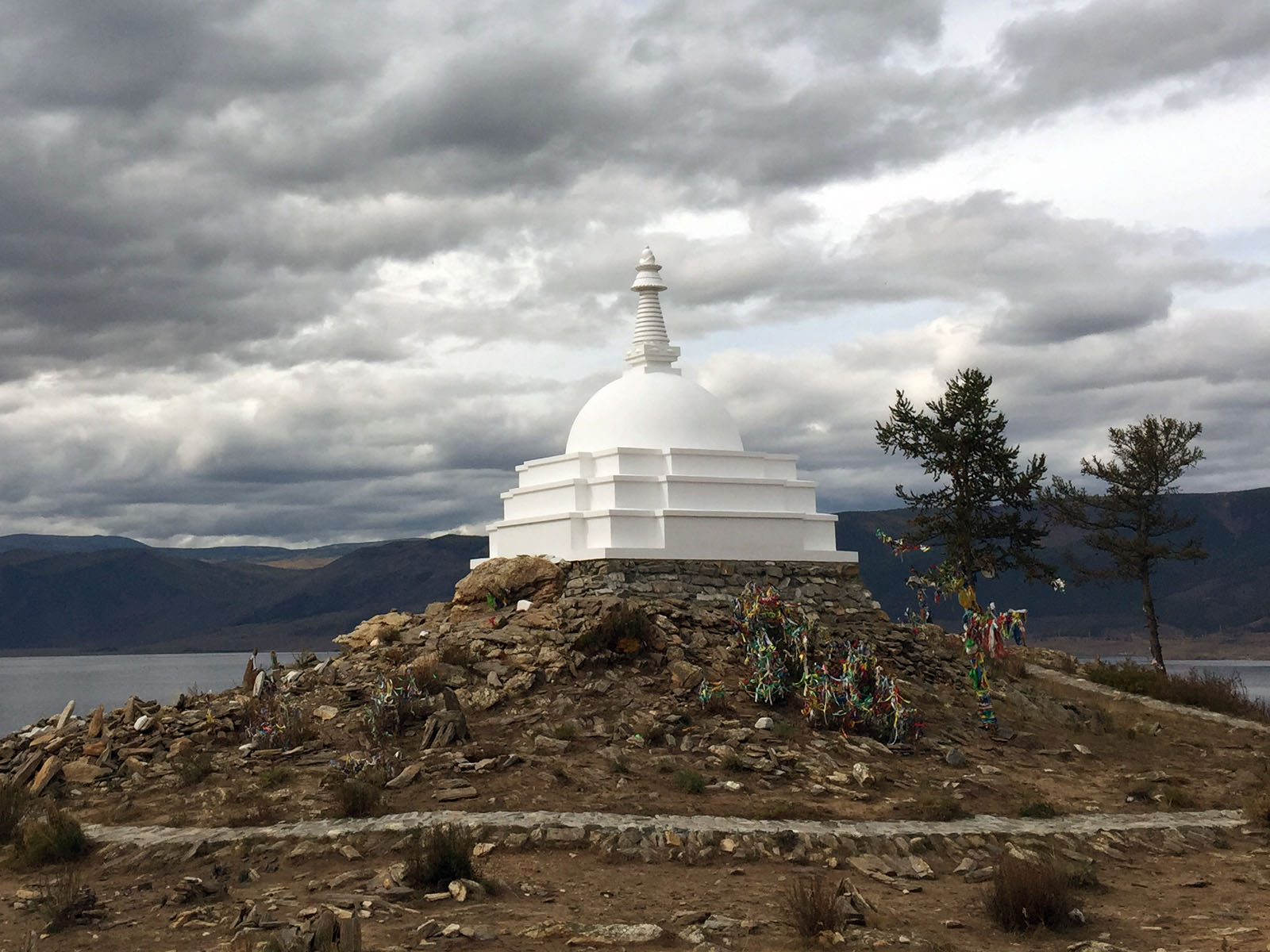
De stoepa werd wit geschilderd om al van veraf zichtbaar te zijn
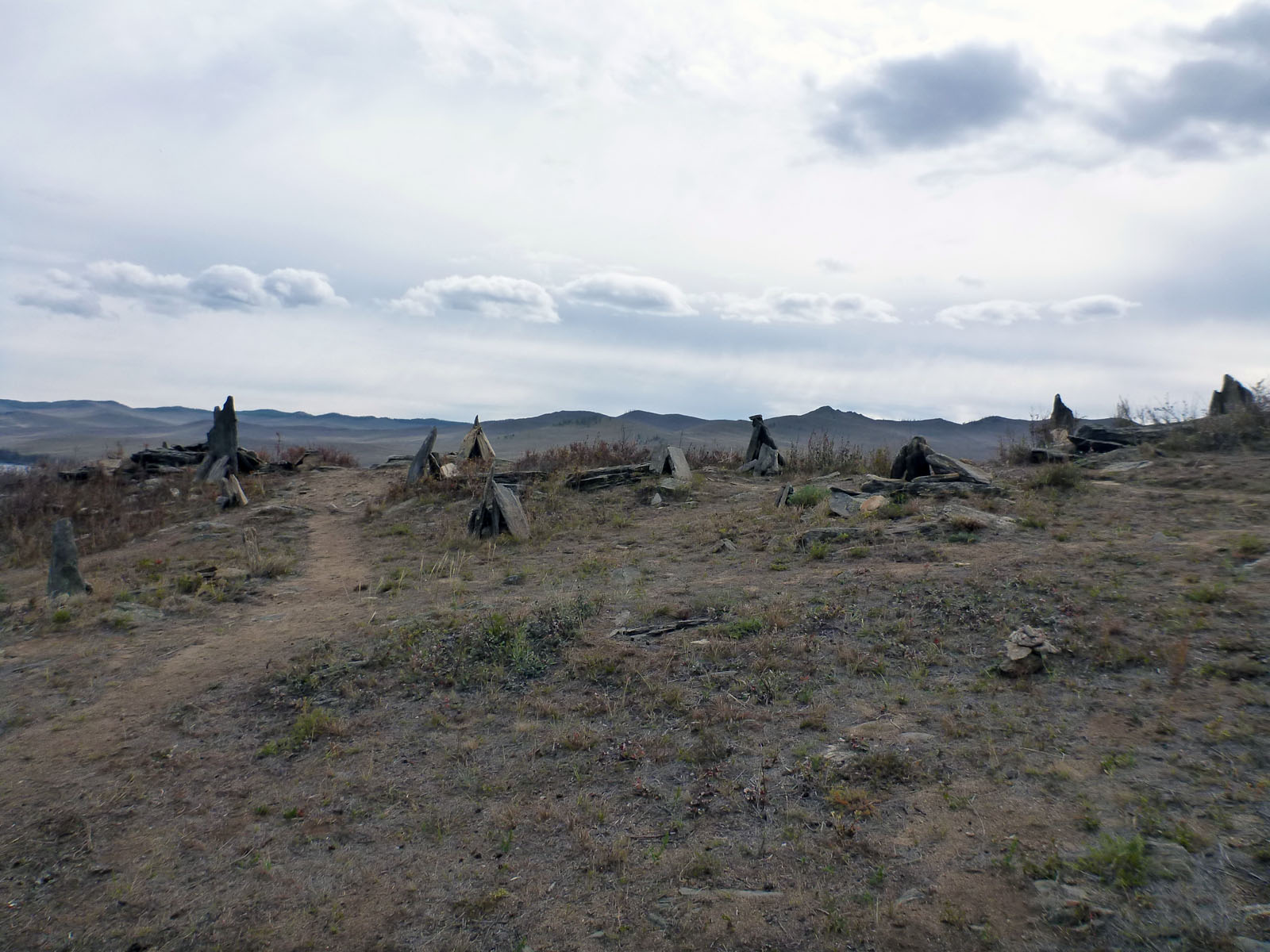
steenmannetjes van toeristen bedoeld om (boeddhistisch) geluk te brengen
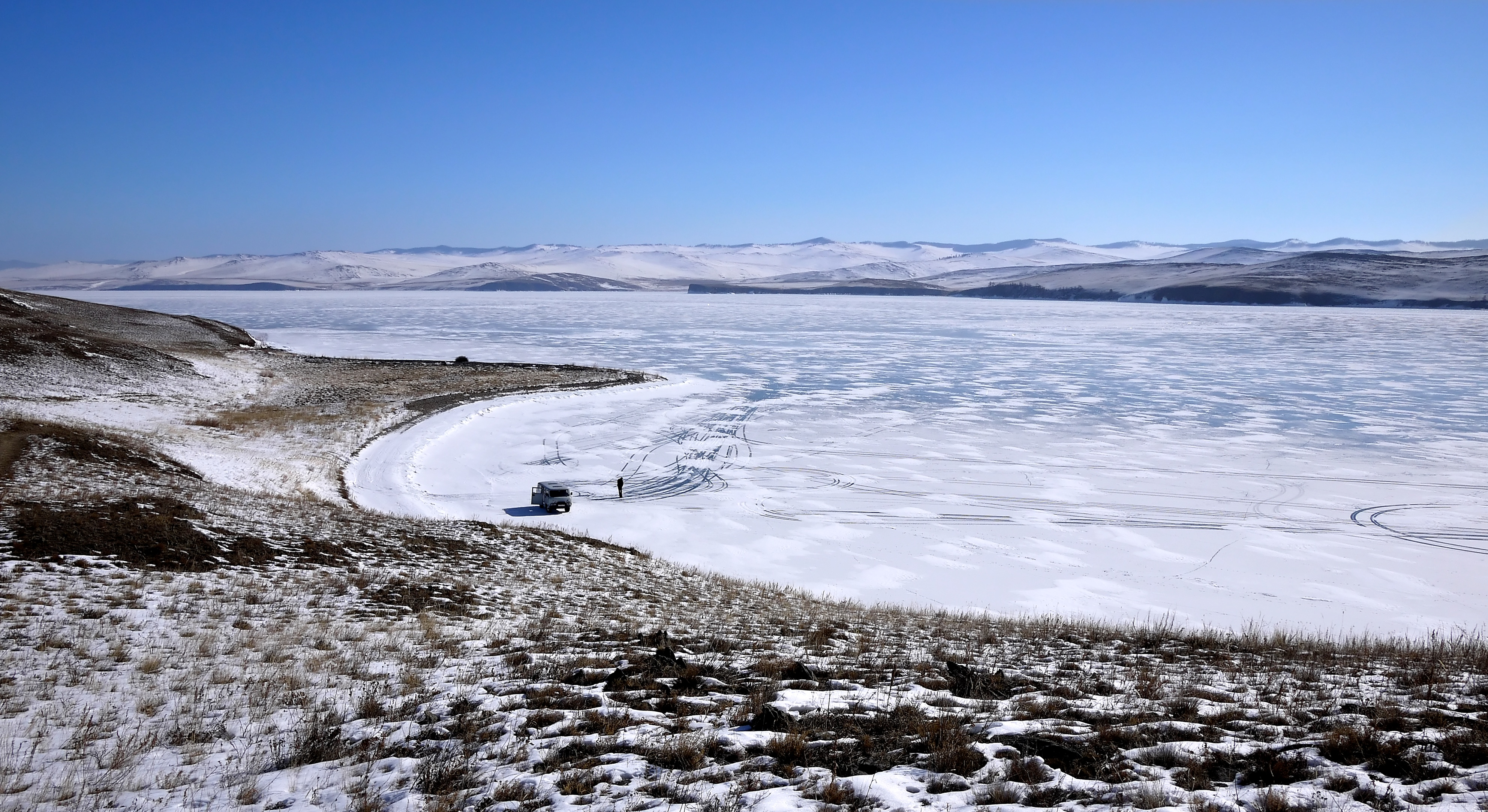
In de winter is het eiland over het ijs bereikbaar